# Giorgio Falco (scrittore)
Giorgio Falco (Abbiategrasso, 30 novembre 1967) è uno scrittore italiano.

## Biografia

### Attività letteraria
Il suo esordio letterario avviene con la raccolta di racconti Pausa Caffè edita da Sironi editore nel 2004. Il libro è finalista al Premio Chiara nel 2005. Segue, nel 2009, la raccolta L'ubicazione del bene, edita da Einaudi. Il libro vince il Premio Pisa nel 2009, è finalista al Premio Minerva nel 2009, al Premio Chiara e al Premio Bergamo nel 2010. Nel 2011 pubblica La compagnia del corpo. Nel 2014 pubblica La gemella H, edito da Einaudi. La gemella H vince il Premio Mondello Opera Italiana e il SuperMondello, il Premio Volponi, il Premio Lo Straniero, il Premio Sila '49, il Premio Alassio Centolibri - Un autore per l'Europa, il Premio Selezione Campiello, ed è finalista al Premio Comisso e nuovamente al Premio Bergamo 2015. Nel 2014, con Sabrina Ragucci, pubblica Condominio Oltremare (L'orma editore) nella collana fuoriformato curata da Andrea Cortellessa. Nel 2015 esce per Laterza, nella collana Solaris, Sottofondo italiano. Nel 2017 pubblica Ipotesi di una sconfitta (Einaudi), con cui vince il Premio Pozzale Luigi Russo 2018, il Premio Napoli 2018, il Premio Biella Letteratura e Industria 2019, e raggiunge la finale del Premio Bergamo per la terza volta. Nel 2020 pubblica Flashover (Einaudi), con 74 fotografie di Sabrina Ragucci. Nel 2023 pubblica Il paradosso della sopravvivenza (Einaudi).

### Attività artistica
Da sempre attento al rapporto tra letteratura, fotografia e arte, Falco collabora con altri fotografi e artisti. Insieme a Sabrina Ragucci ha partecipato, nel 2016, al progetto Red Desert Now! 30 autori e l’eredità di Michelangelo Antonioni, voluto da Linea di Confine e Die Photographische Sammlung / SK Stiftung Kultur di Colonia (progetto esposto all’Ospitale di Rubiera nel 2016 e a Colonia nel 2017). Ricordiamo inoltre il testo scritto per il catalogo della mostra Golfo mistico (2014) di Enrico Tealdi; il testo per Sui generi (2017) di Flavio de Marco, e quello per Koexistenzen di Walter Niedermayr, volume uscito per l’editore tedesco Hatje Cantz, sempre nel 2017. Nel 2018, ha donato al BoCs Art Museum di Cosenza l’opera Il segreto di un frutto composta dal testo e da 9 Polaroid. Nel 2019 ha partecipato al progetto italo-tedesco Note di sguardi, per cui ogni mese, a Berlino-Bologna-Cervia, un artista esponeva un’immagine come affissione pubblica. L’opera di Falco è Il tricolore, la fotografia di una bandiera italiana scossa dal vento, il tessuto completamente strappato nella parte rossa. In Flashover, edito da Einaudi, Falco, oltre a scrivere il testo, ha interpretato il personaggio delle settantaquattro immagini di Sabrina Ragucci.

## Opere

### Romanzi
- 2004, Pausa Caffè, Sironi
- 2009, L'ubicazione del bene, Einaudi
- 2011, La compagnia del corpo, Duepunti edizioni
- 2014, Condominio Oltremare (coautore Sabrina Ragucci), L'orma editore, Roma ISBN 978-88-980-3843-5
- 2014, La gemella H, Einaudi
- 2015, Sottofondo italiano, Laterza
- 2017, Ipotesi di una sconfitta, Einaudi
- 2020, Flashover (con Sabrina Ragucci), Einaudi
- 2023, Il paradosso della sopravvivenza, Einaudi

### Racconti
- 2009, Il cinquantesimo uomo, in Anteprima nazionale, minimum fax
- 2009, Liberazione di una superficie, in Lavoro da morire (Einaudi)
- 2009, Mondo macello (titolo originale: Quotidiano vernissage), in Sono come tu mi vuoi, Laterza
- 2010, L'origine del brodo, il manifesto, 25 agosto
- 2010, Il venerdì del sindaco, Reset, giugno
- 2010, Lo sguardo giù da basso siamo noi (coautore Sabrina Ragucci), in I sentieri dei racconti, Museo Riva del Garda
- 2011, Intervista al Signor Rossi, Ti vengo a cercare - Interviste impossibili (Einaudi)
- 2011, Completa di tutto, Alfalibri, aprile
- 2012, Se avessimo mangiato il dolce, collana ebook ZOOM, Feltrinelli
- 2013, Scene di caccia all'ombra del superstore, la Repubblica, 15 settembre 2013
- 2014, Fuori stagione, Vanity Fair, n.32
- 2014, Io sono alla terza persona, alfabeta2 n.35, Aprile-Maggio
- 2014, Pep, Nuovi Argomenti, n.65, Gennaio-Marzo
- 2015, Breve confessione di un audiofono, il Reportage, n.22
- 2015, Centodieci metri cubi al secondo, antologia Negli immediati dintorni (Edizioni Casagrande)
- 2015, Under-Over, Granta, n.6
- 2016, Grip, in Smash. 15 racconti di tennis, La nave di Teseo, 2016. ISBN 9788893440240
- 2017, Il cavallo Ramon, le stigmate fucsia, il Menù Snack, catalogo mostra di Flavio de Marco Sui generi
- 2019, Lele, antologia Risentimento (Edizioni Alpha Beta Verlag)

## Altre opere
- 2012, The Collared Dove Sound (coautore Sabrina Ragucci).[7]
- 2018, Il segreto di un frutto (Testo con 9 Polaroid per il BoCs Art Museum di Cosenza)

## Premi e riconoscimenti
- 2009 – Premio nazionale letterario Pisa[8]
- 2014 – SuperMondello (preceduto dal Premio Mondello per l'Opera italiana)[9]; Premio Volponi[10]; Premio Alassio Centolibri - Un autore per l'Europa[11]; Premio Selezione Campiello[12]; Premio Sila '49[13], Premio Lo Straniero[14]
- 2018 – Premio Napoli[15]; Premio Pozzale Luigi Russo[16]
- 2019 – Premio Biella Letteratura e Industria e finalista al Premio Bergamo[17]

## Vita privata
È sposato, dal 1993, con la scrittrice e artista visiva Sabrina Ragucci.